# Szabolcsveresmart
Szabolcsveresmart község Szabolcs-Szatmár-Bereg vármegyében, a Kisvárdai járásban.

## Fekvése
A vármegye észak-északnyugati részén fekszik, Kisvárdától északnyugatra, a Tisza mentén. Lakott területei teljes egészében a folyó bal parti oldalán terülnek el, de közigazgatási területének egy csekély, másfél négyzetkilométert sem elérő hányada a túlparti oldalra esik.
A szomszédos települések: észak felől Révleányvár, északkelet felől Zemplénagárd, délkelet felől Döge, dél felől Kékcse, délnyugat felől Tiszakanyár, északnyugat felől pedig Ricse. (Ez utóbbi, valamint Révleányvár és Zemplénagárd is a folyó túlparti, bodrogközi oldalán terül el.)

### Megközelítése
A vízi utat leszámítva csak közúton érhető el, Kékcse felől a 3830-as, Döge felől pedig a 3832-es úton. Amíg működött az itteni tiszai komp, addig Révleányvár érintésével, a folyó zempléni partja felől is elérhető volt, úgyszintén a 3832-es úton.

## Története
Veresmart (Szabolcsveresmart) nevét az oklevelek a 14. század elejétől említik.
1329-ben a Zichy család oklevéltárában már előfordult neve, Poss. Weresmorth és Villa Weresmorth néven.
1334-ben a Várday család tagjait írták a település birtokosának.
A 18. század végén, a 19. század elején több család birtoka: a herceg Esterházy, báró Horváth, báró Vay, Ghillányi, Czóbel, Szögyéni, Elek, Palaticz Erőss, Farkas, Ferenczy, Irinyi családoké volt.
Az 1900-as évek elején Borovszy Samu összegyűjtötte az utókor számára a településen akkor még fellelhető, és  használatban levő ősréginek tartott hely és dűlőneveket is, melyek a következők voltak: Zelemér-erdő, Verőcse, Erdős duba, Csanda, Selejeg-tó, Narva laposa, Bodnár-kána, Mali-kána, Pataj, Korong.

## Közélete

### Polgármesterei
- 1990–1994: Nagy Béla (független)[3]
- 1994–1998: Nagy Béla (független)[4]
- 1998–2002: Nagy Béla (független)[5]
- 2002–2006: Nagy Béla (független)[6]
- 2006–2010: Nagy Béla (független)[7]
- 2010–2014: Nagy Béla (független)[8]
- 2014–2019: Nagy Béla (független)[9]
- 2019–2024: Vincze Károly (független)[10]
- 2024– : Vincze Károly (független)[1]

## Népesség
A település népességének változása:
| Lakosok száma | 1728 | 1705 | 1690 | 1544 | 1410 | 1424 | 1432 |
|               | 2013 | 2014 | 2015 | 2021 | 2022 | 2023 | 2024 |

2001-ben a település lakosságának 99%-a magyar, 1%-a cigány nemzetiségűnek vallotta magát.
A 2011-es népszámlálás során a lakosok 92,5%-a magyarnak, 4,6% cigánynak mondta magát (7,5% nem nyilatkozott; a kettős identitások miatt a végösszeg nagyobb lehet 100%-nál). A vallási megoszlás a következő volt: római katolikus 16,2%, református 58,8%, görögkatolikus 13,3%, felekezeten kívüli 0,8% (10,9% nem válaszolt).
2022-ben a lakosság 91,1%-a vallotta magát magyarnak, 6,2% cigánynak, 0,1-0,1% németnek, örménynek, bolgárnak, ukránnak, szlovénnek és románnak, 0,9% egyéb, nem hazai nemzetiségűnek (8,9% nem nyilatkozott; a kettős identitások miatt a végösszeg nagyobb lehet 100%-nál). Vallásuk szerint 2,7% volt római katolikus, 54,8% református, 16,8% görög katolikus, 0,1% egyéb keresztény, 0,1% evangélikus, 1,1% felekezeten kívüli (20,7% nem válaszolt).

## Nevezetességei
- Református templom - 1843-ban épült.
- Görögkatolikus templom - 1922-ben épült.

## Galéria

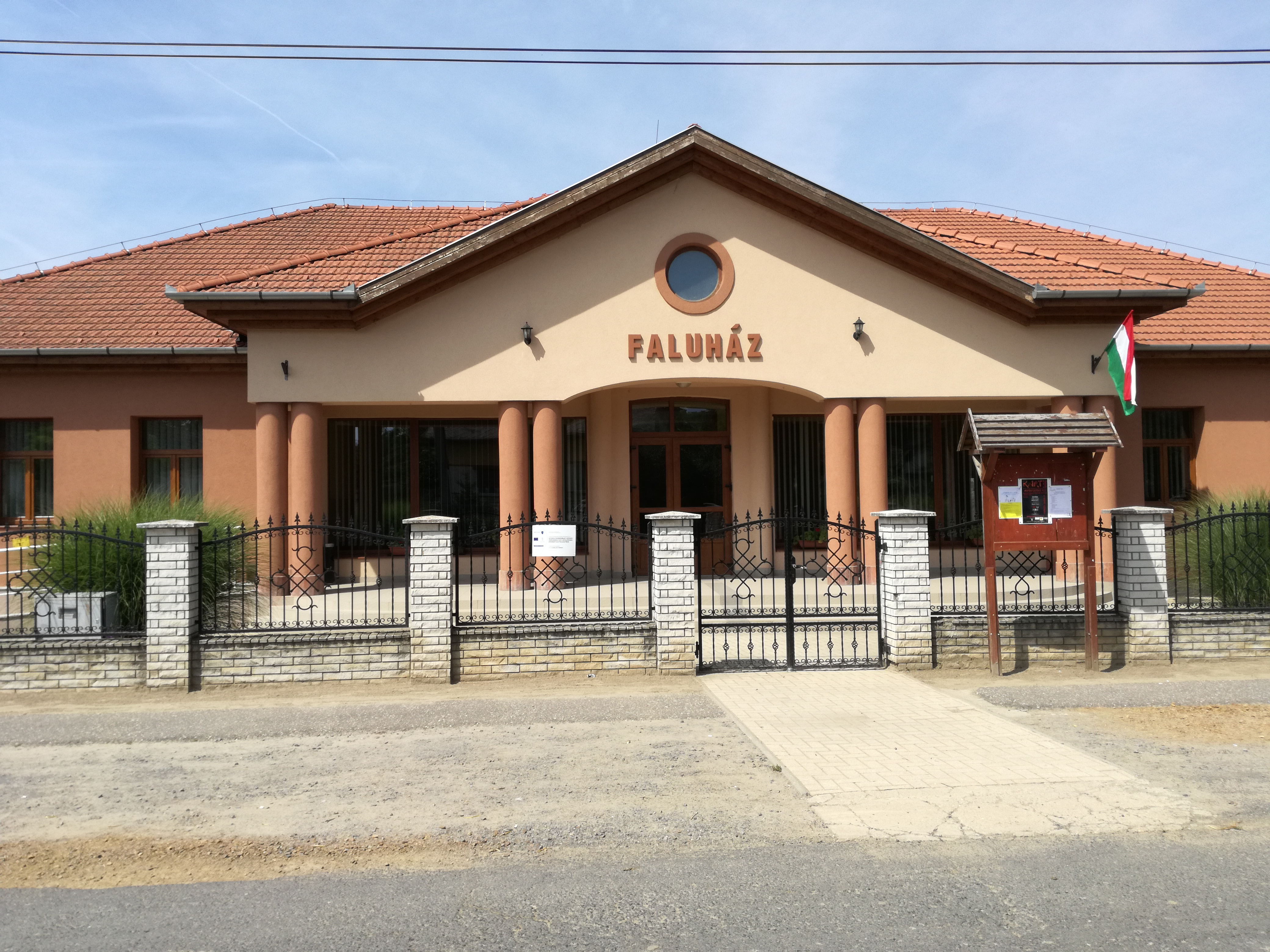
Faluház
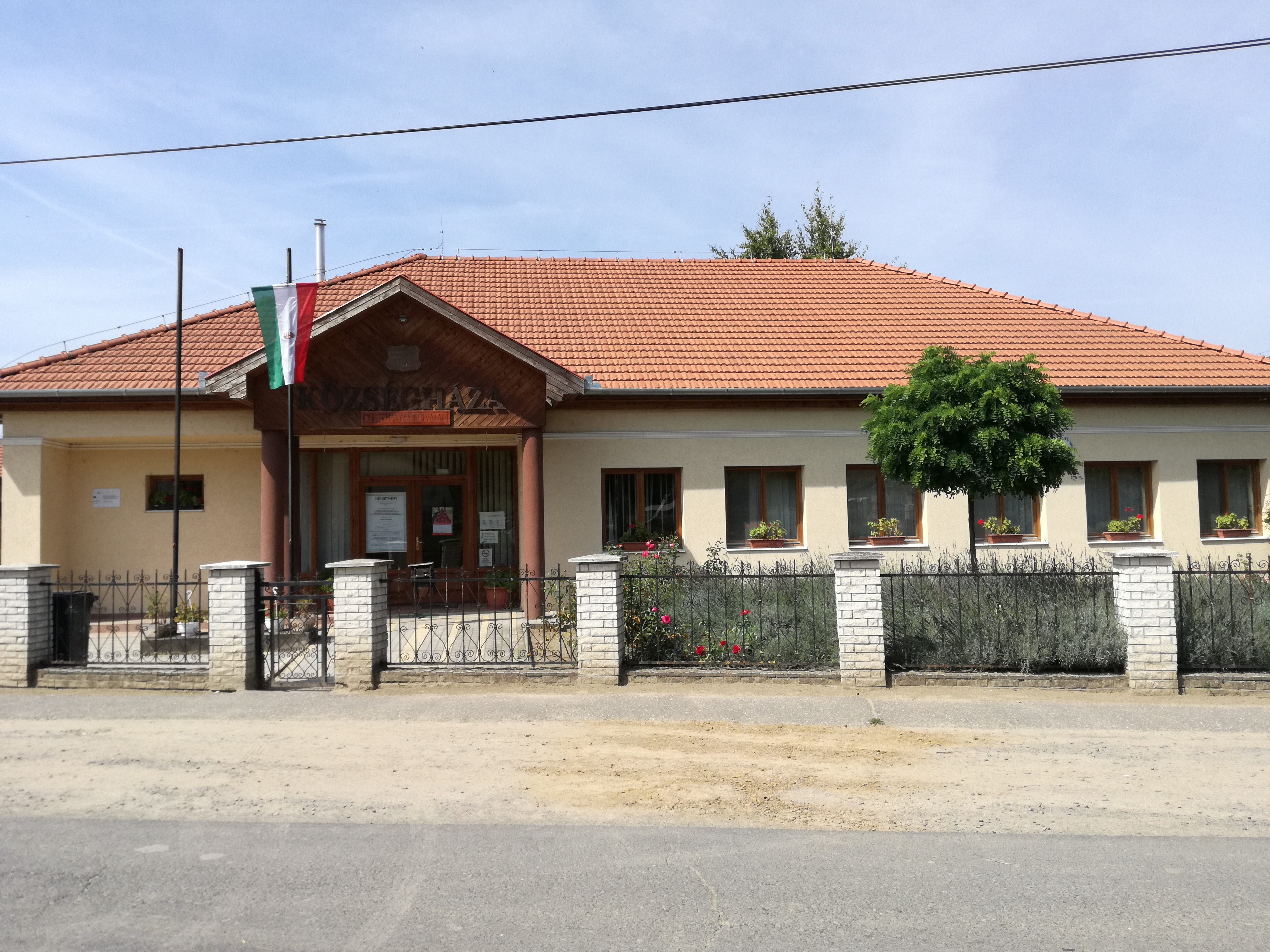
Községháza
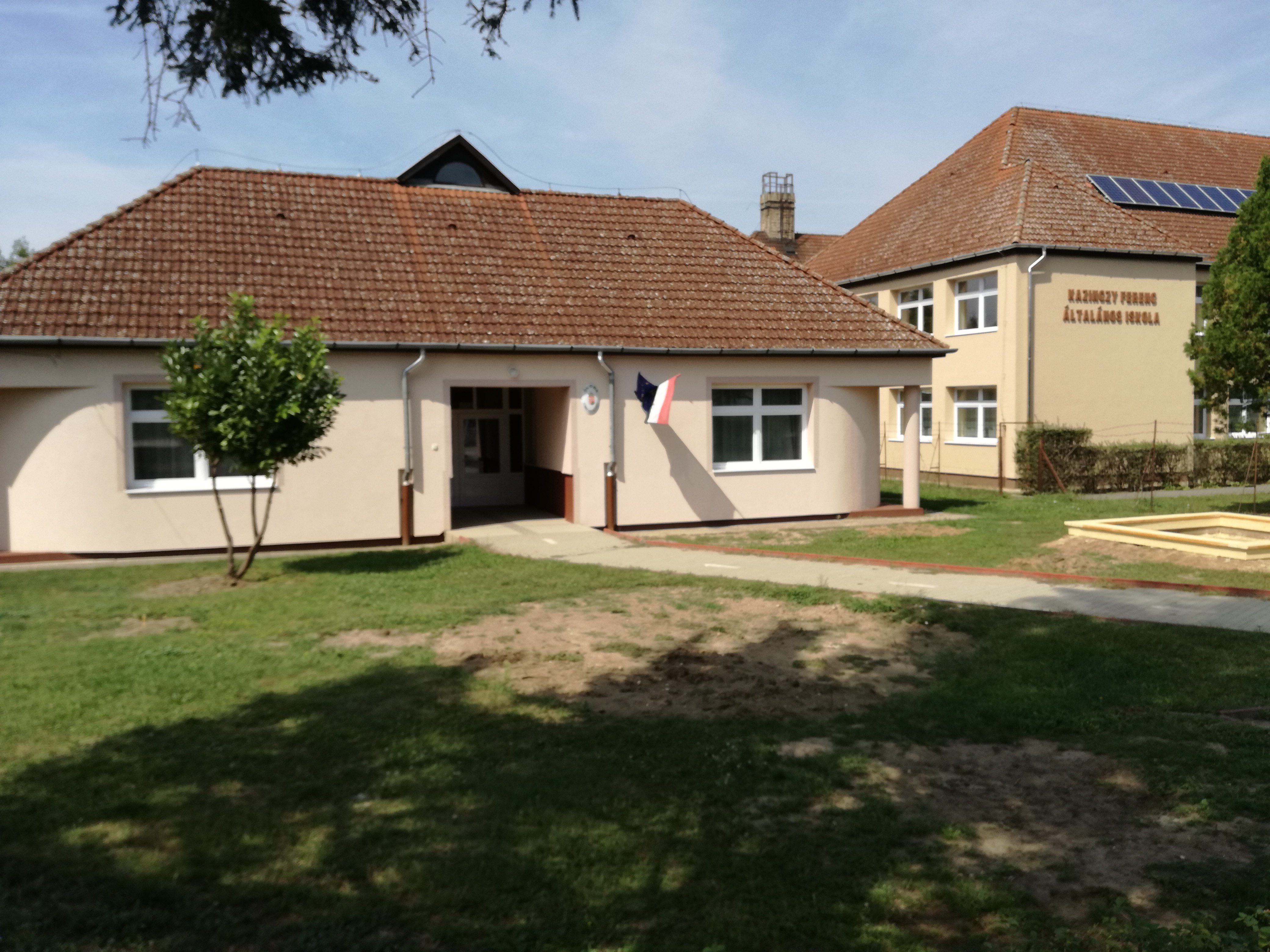
Óvoda és iskola
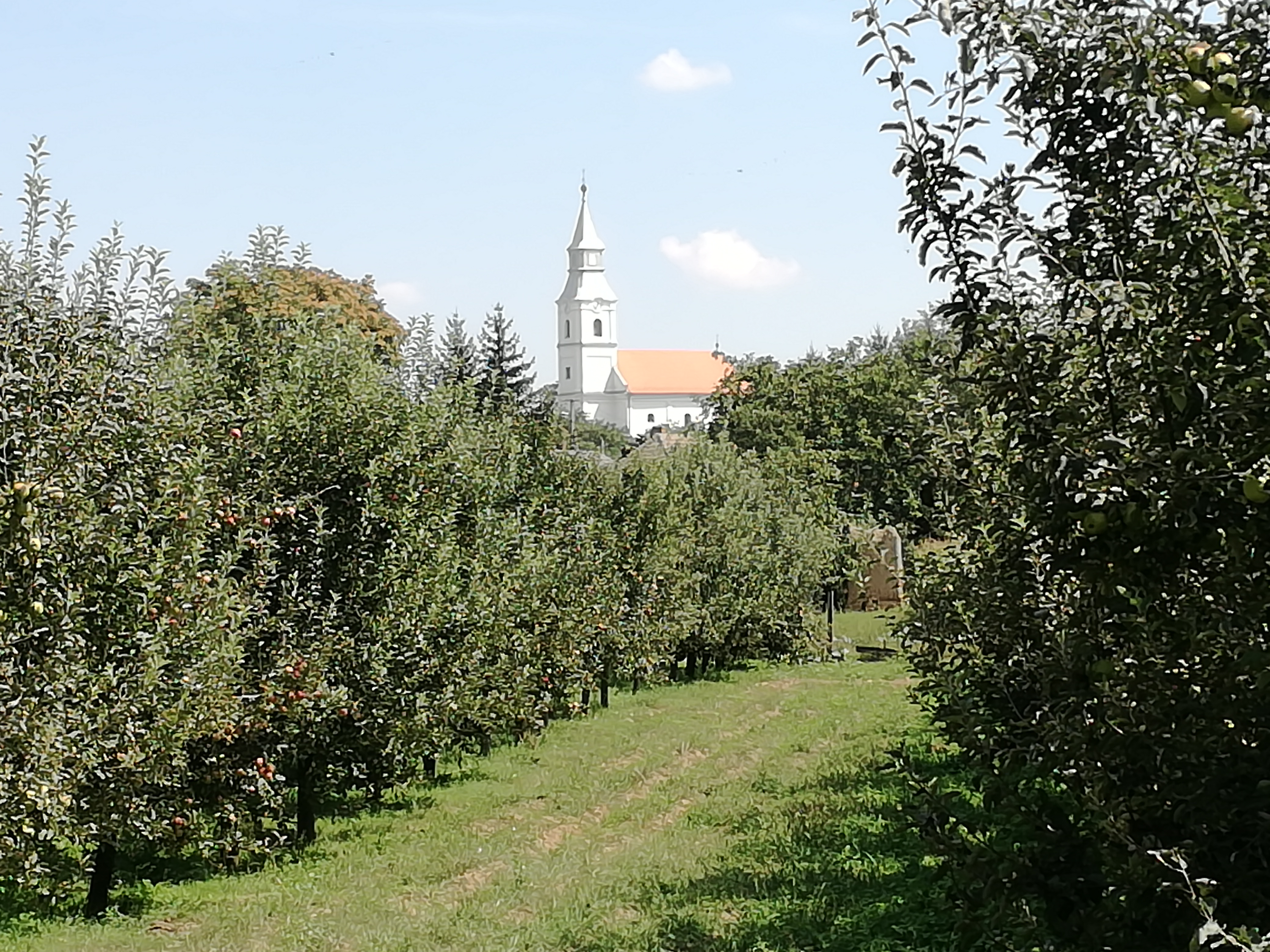
A református templom
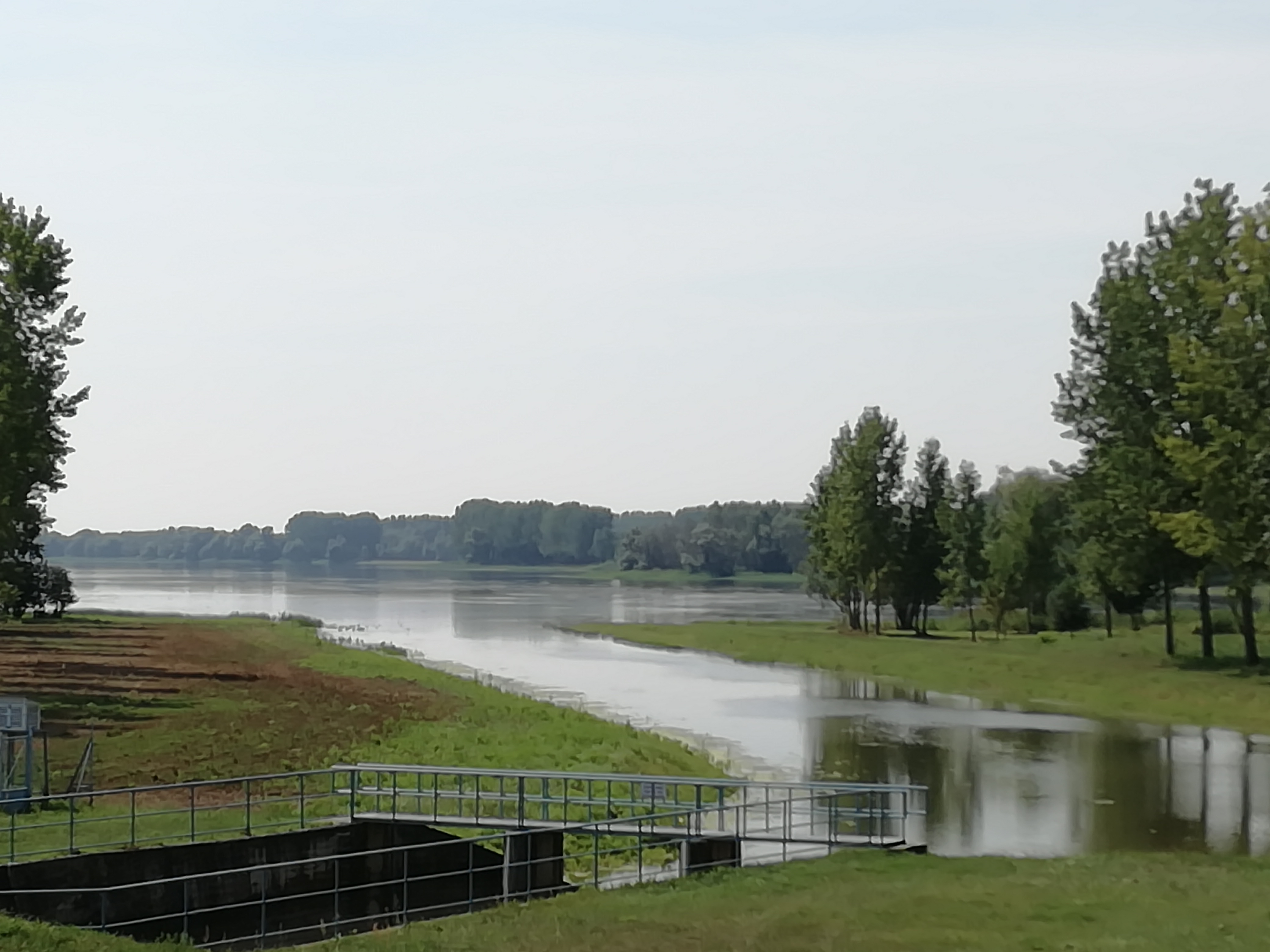
A Rétközi tó
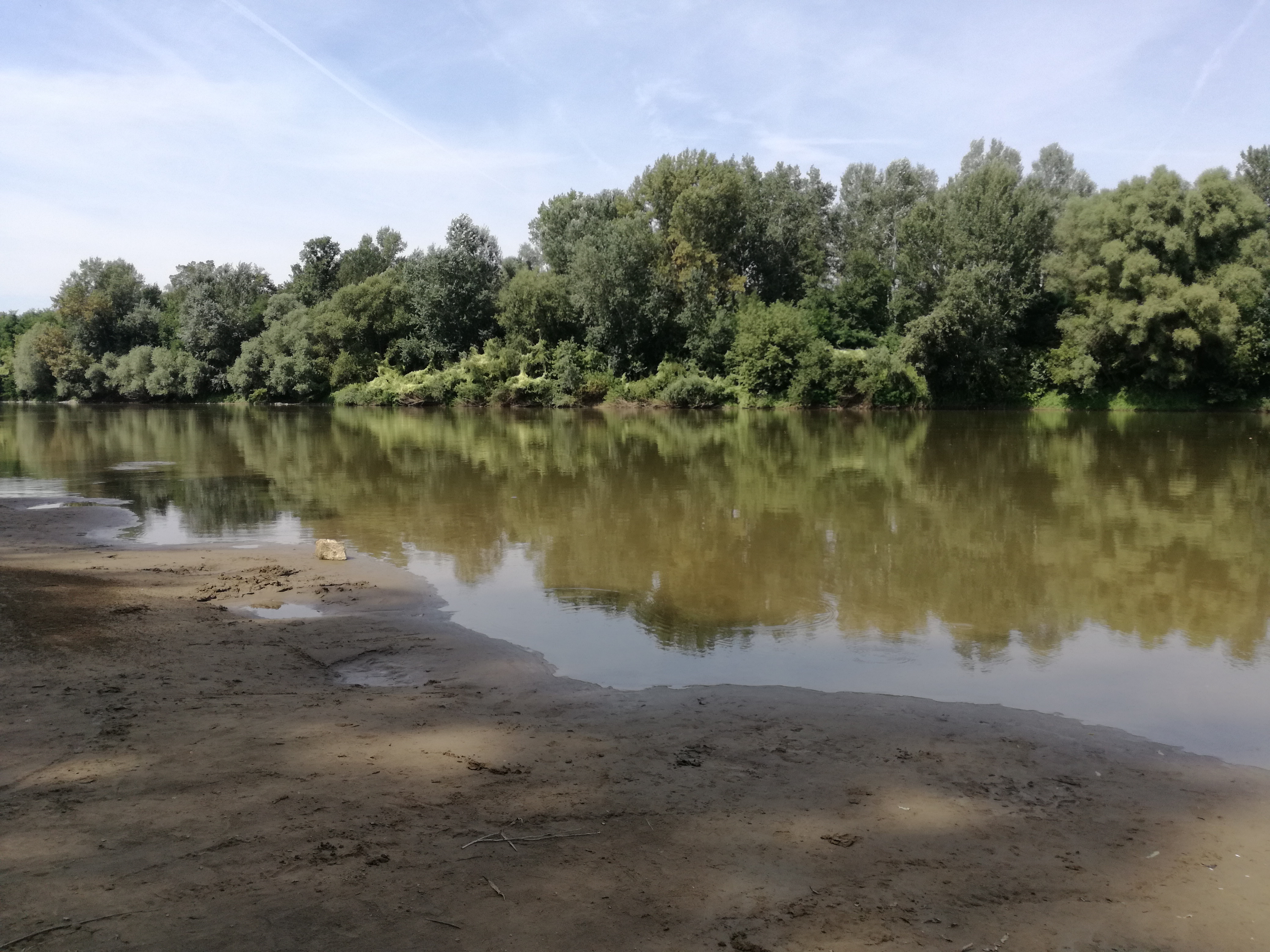
A szabolcsveresmarti Tisza-part
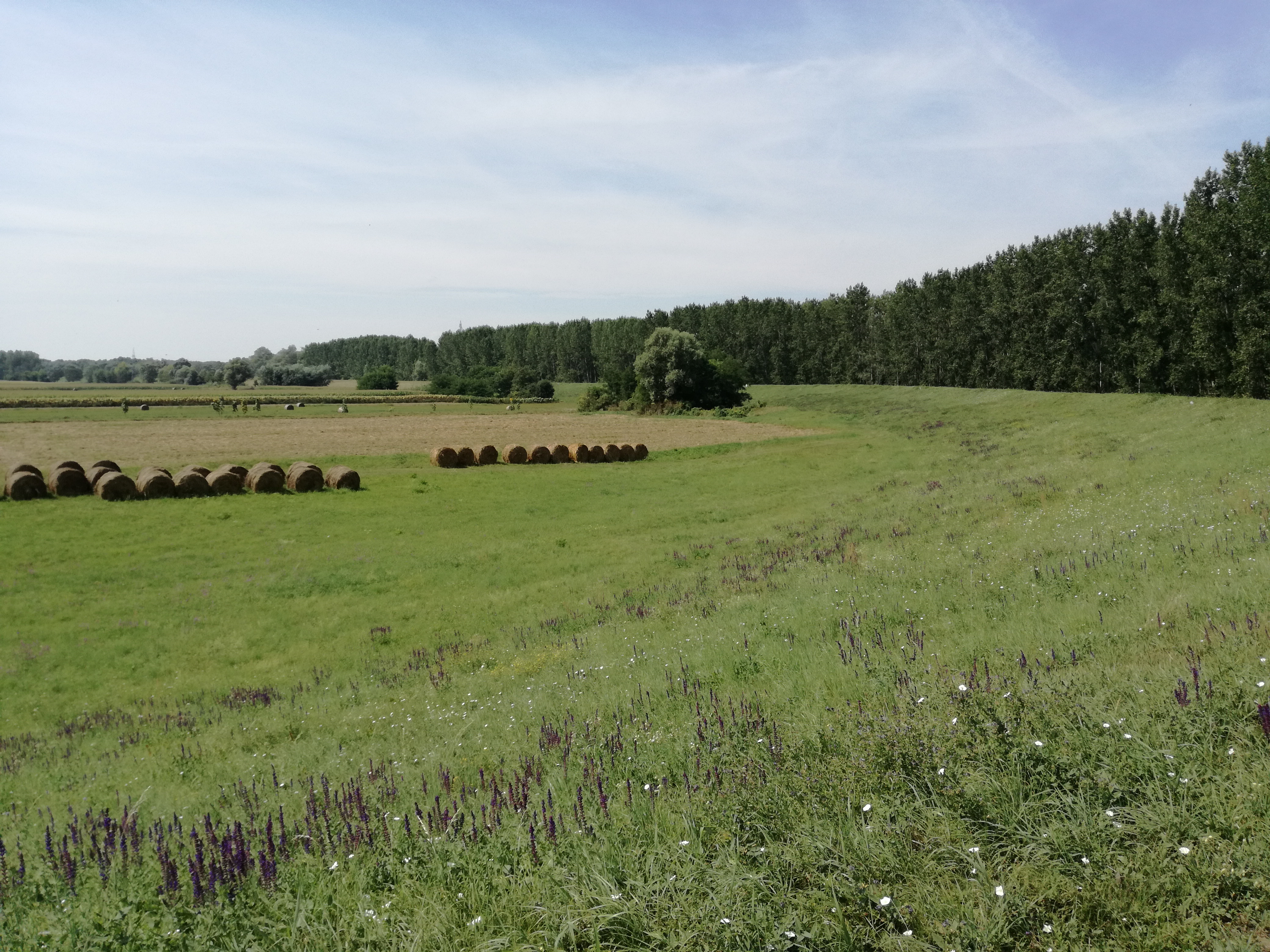
A szabolcsveresmarti Tisza-töltés